# 874
874 (DCCCLXXIV) fue un año común comenzado en viernes del calendario juliano, en vigor en aquella fecha.

## Acontecimientos
- Primer asentamiento humano en Islandia, por el vikingo Ingólfur Arnarson (fecha probable).
- Los danos eligen a Ceowulfo II como gobernante del reino anglosajón de Mercia, obligando el exilio del rey Burgred.
- El territorio de los vistulanos es conquistado por el rey Svatopluk I de la Gran Moravia.
- Un terremoto destruye las ciudades de Isernia y Venafro (hoy Italia).
- El primer rey vikingo de Dublín, Amlaíb Conung, es asesinado en Escocia en una campaña contra el rey Constantino I (fecha aproximada).
- Se inicia la rebelión de Huang Chao en China, debilitando la fuerza de la menguante dinastía Tang.
- 25 de marzo - Hace erupción el volcán Kaimondake, al sur de Japón.

## Nacimientos
- Wifredo II Borrell, conde de Barcelona, Gerona y Osona.
- Meng Zhixiang, general chino y emperador de la dinastía Shu posterior.
- Liu Yin, señor de la guerra de la dinastía Tang y de la dinastía Liang posterior.

## Fallecimientos
- Hasan al-Askari, undécimo imán de los chiíes.